# Jean Castenet
Jean Castenet était un navigateur français. Il fut équipier du 12m JI France II en 1977 et France III en 1980 pour la Coupe de l'America.
Équipier du catamaran Jet-Services IV, il disparaît en mer à 35 ans le 3 janvier 1986 au cours d’une tentative du record de la traversée de l'Atlantique Nord à la voile.